# 히라이시 나오토
히라이시 나오토(일본어: 平石 直人, 1992년 6월 23일 ~ )는 일본의 축구 선수이다.

## 구단 경력
그는 2015년부터 2019년까지 J리그의 FC 마치다 젤비아, 후지에다 MYFC, 블라우블리츠 아키타, SC 사가미하라에서 활동하였다.